# ZFC
ZFC je zkratka z matematického oboru teorie množin.

## Význam zkratky
Zkratkou ZFC je označována axiomatická soustava teorie množin, kterou tvoří axiomy Zermelovy-Fraenkelovy teorie množin (zkratka ZF) a axiom výběru (zkratka AC – z anglického axiom of choice).

Jedná se o v současné době nejvíce rozšířenou axiomatiku teorie množin, která je používána jako základ většiny ostatních matematických oborů.

## Postavení axiomu výběru
Axiom výběru je uváděn zvlášť z toho důvodu, že není v rámci teorie množin přijímán bez určitých „filosofických“ výhrad – je poukazováno na jeho odlišný (nekonstrukční) charakter oproti ostatním axiomům.
Jeho důsledky v ostatních oblastech matematiky jsou ale natolik závažné, že je obvykle spíše opatrně přijímán, než odmítán.
Axiom výběru je nezávislý na axiomech ZF – to znamená, že z axiomů ZF nelze dokázat ani axiom výběru, ani jeho negaci.